# Burnet Tuthill
Burnet Corwin Tuthill (New York, 16 november 1888 – Knoxville, 18 januari 1982) was een Amerikaans componist, muziekpedagoog en dirigent.

## Biografie
Tuthill kreeg zijn basisopleiding aan de Horace Mann School en studeerde aansluitend aan de Columbia-universiteit in New York. Later ging hij aan het het College-Conservatory of Music (CCM) van de University of Cincinnati in Cincinnati. Zijn vader, de bekende architect William Burnet Tuthill was ook amateurcellist, heeft de Carnegie Hall in New York in opdracht van de filantroop Andrew Carnegie in 1890 geplant en gebouwd. Burnet Tuthill speelde klarinet in het orkest van de Columbia University. Later werd hij dirigent van dit orkest.
In 1922 werd hij bestuurslid van de Cincinnati College-Conservatory of Music in Cincinnati en voerde in 1930 zijn Master's program in de seminarplannen in. Later werd hij directeur van het Southwestern College nu: Rhodes College in Memphis, Tennessee en werd eveneens directeur van het Memphis Conservatorium, dat verbonden was aan het Southwestern College. In 1938 stichtte hij het Memphis Symphony Orchestra dat hij ook tot 1946 gedirigeerd heeft. 
Verder stichtte hij de National Association of Schools of Music (NASM) in 1924 en was hun secretaris tot 1959. 
Als componist schreef hij meer dan 100 werken voor orkest, harmonieorkest, koren, soloconcerten en kamermuziek, die gepubliceerd werden. 
Het concertgebouw van het Rhodes College in Memphis werd in 2003 naar hem benoemd en heet nu: Tuthill 
Performance Hall.

## Composities

### Werken voor orkest
- 1963 Trombone trouble, voor 3 trombones solo en orkest, op. 46
- Bethlehem, voor orkest, op. 8
- Concerto, voor klarinet en orkest, op. 28
- Concerto, voor klarinet en orkest, op. 50
- Concerto, voor klarinet en orkest, op. 54
- Rhapsody, voor orkest

### Werken voor harmonieorkest
- 1933 Processional, op. 37
- 1937 Overture, voor harmonieorkest, op. 19
- 1946 Suite, Prelude and Rondo, voor harmonieorkest
- 1954 Suite, Adagio and Scherzo, voor harmonieorkest
- 1961 Rondo concertante, voor twee klarinetten en harmonieorkest
- 1962 Concerto, voor contrabas en harmonieorkest, op. 45
- 1968 Fantasia, voor tuba en harmonieorkest, op. 57
- 1968 Rowdy Dance, op. 27b
- 1972 Overture brillante, voor harmonieorkest

### Kamermuziek
- A little English, voor althobo en piano
- Chip's Piece, voor klarinet en piano
- Chip's Fast Piece, voor klarinet en piano
- Concerto, voor klarinet en piano, op. 50
- Concerto, voor klarinet en piano, op. 54
- Concerto, voor trombone en piano
- Intermezzo voor twee klarinetten in Bes en bassethoorn
- Sailors' Hornpipe, voor fluit, hobo, klarinet in Bes, fagot en hoorn, op. 14, no. 1
- Scherzo, trio voor 3 Bes klarinetten
- Sonata, voor trompet en piano, op. 29
- Sonata in c minor, voor klarinet en piano, op. 14
- Sonata, voor altsaxofoon (of altviool) en piano, op. 20
- Sonata, voor tenorsaxofoon en piano, op. 56
- Sonatine in Canon, voor fluit en klarinet
- Variations on "When Johnny comes marching home", voor fluit, hobo, klarinet in Bes, fagot, hoorn en piano, op. 9

## Publicaties
- Burnet C. Tuthill: Concertos for Clarinet: Annotated Listings, in: Journal of Research in Music Education, Vol. 20, No. 4 (Winter, 1972), pp. 420-437
- Burnet C. Tuthill: Daniel Gregory Mason, in: Musical Quarterly 34 (1948), pp. 46–57
- David Stanley Smith: Burnet Tuthill, in: Musical Quarterly. 1942; XXVIII: pp. 63-77
- Robert A. Titus: The Early Clarinet Concertos by Burnet C. Tuthill, in: Journal of Research in Music Education, Vol. 13, No. 3 (Autumn, 1965), pp. 169-176

- Gemeinsame Normdatei: 1064890296
- International Standard Name Identifier: 0000 0000 8441 3339
- Library of Congress Control Number: n88144396
- Nationale Bibliotheek van Letland: 000073594
- Nationale Bibliotheek van Israël: 987007286039205171
- Nederlandse Thesaurus van Auteursnamen: 160198313
- Trove: 942372
- Virtual International Authority File: 36008277
- WorldCat: E39PBJkT8qYbPJGVCdc3mrPqQq